# Eraclio (cinico)
Eraclio (in greco antico: Ήράκλιος?, Heràklios; fl. 362–364) è stato un filosofo greco antico, esponente della scuola cinica.

## Biografia
Contro di lui l'imperatore Giuliano scrisse nella sua settima orazione. 
Giuliano racconta come nel marzo 362 Eraclio declamasse in sua presenza una favola allegorica, in cui Eraclio recitava la parte di Giove e dava all'imperatore quella del dio Pan. Sebbene offeso da questa favola e dalla mancanza di rispetto con cui Eraclio menzionava gli dei, Giuliano mantenne il silenzio, temendo di apparire paranoico se avesse imposto il silenzio ad Eraclio, oltre che per rispetto verso il pubblico. L'incontro sarebbe avvenuto mentre Giuliano era a Costantinopoli. Giuliano, poi, compose il suo lungo discorso per spiegare che un cinico dovrebbe essere nemico di ogni finzione e inganno, e non dovrebbe comporre favole; o, se vuole comporle, che siano almeno serie, istruttive e religiose. Giuliano, tra l'altro, rimprovera all’avversario il fatto di non aver ricevuto un’educazione corretta, paragonabile alla sua, che gli avrebbe consentito di comporre miti etici e teologici e applicare strategie corrette per costruirli e interpretarli.
Un'altra fonte, Eunapio, racconta che Eraclio spinse all'azione Procopio, un parente di Giuliano che tentò (e, alla fine, fallì) di impadronirsi dell'impero dopo la morte di Gioviano, successore di Giuliano, nel 364.